# Theo Gallehr
Theo Gallehr (* 15. Juli 1929 in Lahr; † 2. September 2001 in Hamburg) war ein deutscher Hörspielautor, Filmemacher, Journalist, Bildender Künstler und (laut der ARD-Hörspieldatenbank) Hochschullehrer für Bildende Kunst.

## Leben und Wirken
Gallehr verlor im Alter von fünfzehn Jahren als Luftwaffenhelfer im Zweiten Weltkrieg bei einem Bombenangriff ein Bein. Er arbeitete als Kneipenwirt in München und bis 1962 als Fernsehregisseur beim Bayerischen Rundfunk. Mit Rolf Schübel, der zunächst sein Regieassistent war und mit dem er später das Cinecollectiv bildete, drehte er u. a. die Dokumentarfilme Der deutsche Kleinstädter (1968) und Rote Fahnen sieht man besser (1972).
Wie einige seiner dokumentarischen Hörspiele wurden beide Filme erst unzensiert in voller Länge ausgestrahlt, nachdem sie beide mit einem Grimme-Preis (1970 und 1972) und dem Preis der deutschen Filmkritik (1970 und 1971) ausgezeichnet worden waren. Später schuf Gallehr als bildender Künstler Objekte aus zufällig gefundenen Holz- und Metallstücken. Im September 2001 nahm er sich das Leben.

## Filme
- 1961: In der Hölle ist noch Platz (Drehbuch)
- 1967: Landfriedensbruch[2]
- 1967: Gruppo Di Improvvisazione Nuova Consonanza (Regie)
- 1968: Der deutsche Kleinstädter
- 1971: Rote Fahnen sieht man besser (Drehbuch und Regie)
- 1972: Arbeitskampf (Drehbuch und Regie)

## Hörspiele
- 1976: Aus der Hörspielwerkstatt: Das Pferd das den Karren zieht. Ein Unternehmen feiert sein 75-jähriges Bestehen (Kurze Fassung) – Regie: Theo Gallehr (Original-Hörspiel, Dokumentarhörspiel – NDR/SFB)
- 1977: Aus der Hörspielwerkstatt: Der Eine war der Andere, und der Andere war Keiner – Regie: Theo Gallehr (Hörspiel – NDR/SFB)
- 1979: Wer hat Angst vor dem Milchmann? – Regie: Theo Gallehr (Originalhörspiel, Originaltonhörspiel – RB)
  - Auszeichnung: Hörspiel des Monats August 1979
- 1999: Wunschkost – Regie: Heidrun Nass (Originalhörspiel – SR)

Quelle: ARD-Hörspieldatenbank